# طعمه//چهار
طعمه//چهار (به انگلیسی: Prey//IV) نخستین آلبوم استودیویی از خواننده-ترانه‌پرداز کانادایی آلیس گلس می‌باشد که در ۱۶ فوریهٔ سال ۲۰۲۲ از سوی ایتینگ گلس رکوردز منتشر گردید.